# 穎貴妃

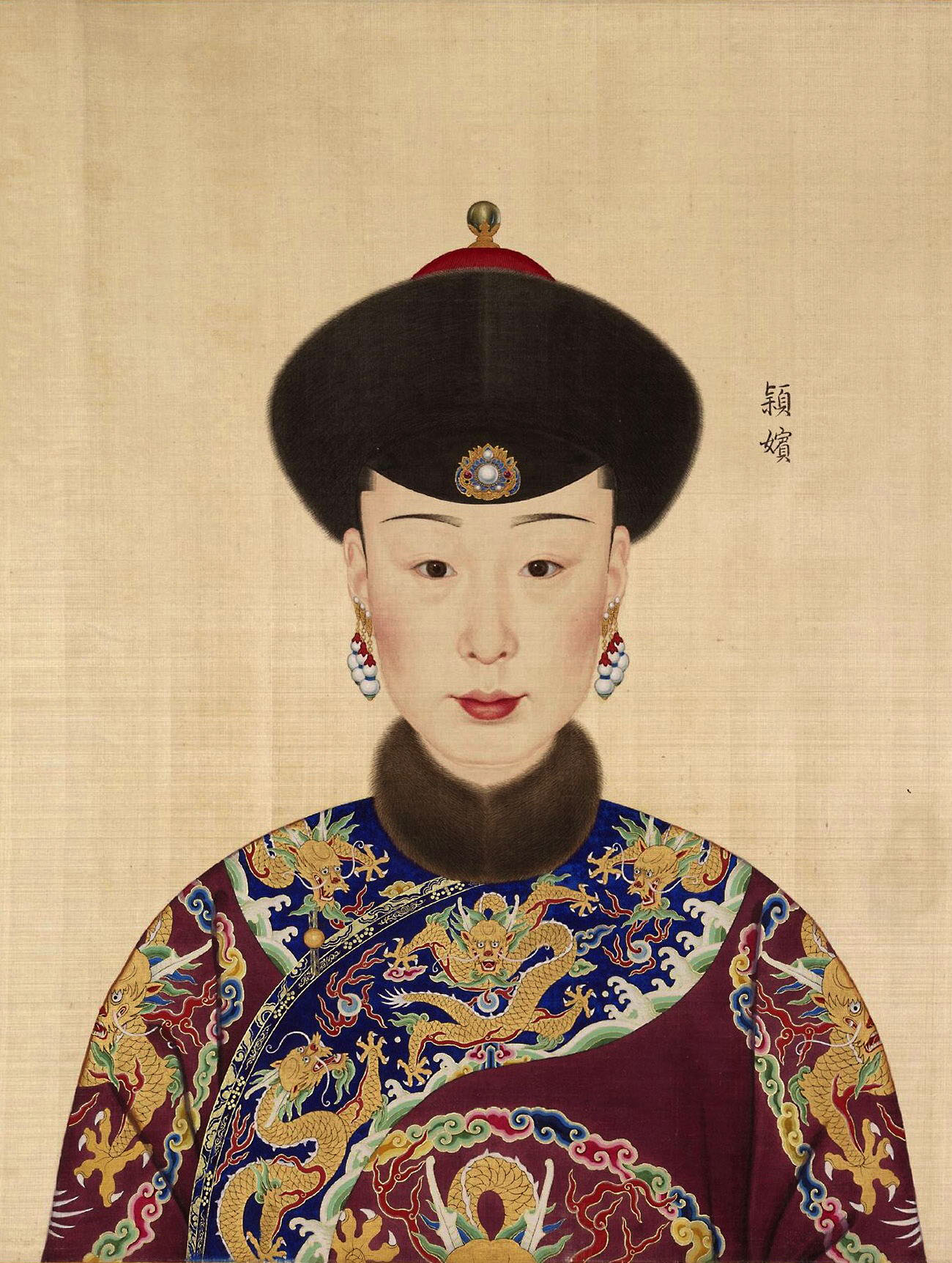
穎貴妃 巴林氏

穎貴妃（えいきひ、雍正9年1月29日（1731年3月7日） - 嘉慶5年1月27日（1800年3月14日））は、清の乾隆帝の側室。蒙古鑲紅旗の出身。姓は巴林（バリン）氏。

## 生涯
后妃選定面接試験「選秀女」を受けて合格し、乾隆13年（1748年）、那常在として入宮し。同年、那貴人に昇格する。
乾隆16年（1751年）、穎嬪に冊封される。
乾隆24年（1759年）、穎妃に冊封される。
乾隆57年（1792年）、愉妃の逝去により、最高位の妃嬪となり、後宮の実質的な主となった。
嘉慶3年（1798年）、譲位して太上皇帝となった乾隆帝より、貴妃に封ぜられ、穎貴太妃となった。
実子がなく、亡き令皇貴妃の忘れ形見の十七皇子永璘を養子として愛育するようになる。これにより70歳の誕生日に永璘から手厚い贈り物をもらった。しかし、この件は嘉慶帝の許可を得ておらず、嘉慶帝は激怒して永璘を責めた。穎貴太妃は恐ろしく思い、誕生日の1カ月後に急死した。嘉慶5年（1800年）に逝去し、裕陵の妃園寢に葬された。

## 登場作品
- 如懿伝 〜紫禁城に散る宿命の王妃〜（2017年、中国、演：張佳寧）
- 瓔珞〜紫禁城に燃ゆる逆襲の王妃〜（2018年、中国、演：劉璐）

## 伝記資料
- 『清史稿』